# Simon Fraser

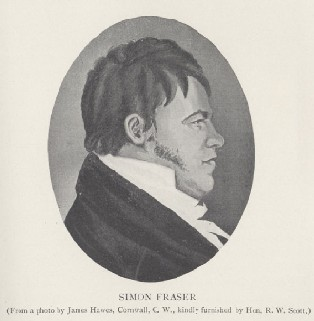
Retrato de Simon Fraser (sin datar).

Simon Fraser (Mapletown, Bennington (Vermont), 20 de mayo de 1776 - St. Andrews West, 18 de agosto de 1862) fue un comerciante de pieles y explorador que cartografió gran parte de lo que se convertiría en la provincia canadiense de la Columbia Británica. Fraser era un empleado en la Compañía del Noroeste y en 1805 ya estaba al mando de todas las operaciones de la compañía al oeste de las Montañas Rocosas. Fue a él a quien se encomendó construir los primeros puestos comerciales en el área, y en 1808 exploró lo que hoy es conocido como río Fraser, bautizado en su honor. Sus esfuerzos de exploración fueron en parte responsables de que más adelante el paralelo 49ºN fuera considerado (al menos en esta área), tras la Guerra anglo-estadounidense de 1812) la frontera entre Estados Unidos y Canadá, debido a que él, como británico, fue el primer occidental en establecerse permanentemente en la región.

## Biografía

### Primeros años en el comercio de pieles

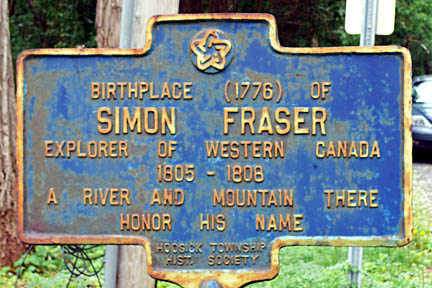
Placa conmemorativa delante de la casa natal de Fraser. La casa sigue en pie en Mapletown, NY.

Simon Fraser, hijo de una familia de origen escocés de Culbokie en los Highlanders, nació en el año de 1776 en Vermont. Fue el noveno y el más joven en la familia. El padre de Fraser, Simon Fraser de Balnain, fue un general británico que fue herido mortalmente en la batalla de Saratoga (su tumba es una parada de la visita del campo de batalla de Saratoga). Después de que terminara la guerra, la madre de Fraser se trasladó con la familia a Canadá. Con la ayuda de un tío de Fraser, un juez del Tribunal de Causas Comunes, la familia se estableció cerca de la actual Cadillac, Quebec. A los 14 años Simon se trasladó a Montreal y, después de recibir alguna educación adicional, entró dos años después como aprendiz de la Compañía del Noroeste (North West Company, conocida por sus siglas en inglés, NWC). Dos de los tíos de Fraser participaban en el comercio de pieles, que era una parte importante de la vida comercial de Montreal en ese momento, y los Fraser se relacionaban con Simon McTavish, una figura líder en la Compañía del Noroeste.
Entre 1792 y 1805 parece que Fraser pasó la mayor parte de su tiempo trabajando en la empresa en el Departamento de Athabasca. Aunque poco se sabe de sus actividades durante ese tiempo, Fraser parece haberlo hecho bien, ya que aparece ya como socio de pleno derecho de la empresa en 1801, a la edad, relativamente joven, de 24 años.

### Exploración al oeste de las montañas Rocosas (1805-08)
En 1789, la Compañía del Noroeste había encargado a Alexander MacKenzie que encontrase una vía fluvial navegable al océano Pacífico. La ruta que descubrió Mackenzie en 1793 —ascendiendo el río West Road y bajando el río Bella Coola— abría nuevas fuentes para el comercio de pieles, pero resultó ser demasiado difícil para ser una ruta comercial practicable hacia el Pacífico. A Fraser se le encomendó la responsabilidad de ampliar las operaciones al oeste de las montañas Rocosas en 1805. Las expediciones de Mackenzie habían sido principalmente viajes de reconocimiento, mientras que la asignada a Fraser refleja la decisión definitiva de construir puestos comerciales y tomar posesión del país, así como de explorar las rutas de viaje.

### Ascendiendo el río de la Paz y el establecimiento de puestos comerciales
En el otoño de 1803, Fraser comenzó a ascender el río de la Paz, estableciendo el puesto comercial de Rocky Mountain Portage House (hoy en día Hudson's Hope) justo al este del cañón del río de la Paz en las montañas Rocosas. Ese invierno, Fraser y los miembros de su partida empujaron a través de las montañas y remontaron los ríos Parsnip y Pack, estableciendo el puesto comercial de Trout Lake Fort (más tarde llamado Fort McLeod) en el actual lago McLeod. Este fue el primer asentamiento europeo permanente al oeste de las montañas Rocosas, en la actual Canadá. El nombre dado por Fraser a este territorio fue el de Nueva Caledonia, en honor de su patria ancestral de Escocia. Se realizaron varias expediciones de exploración desde allí, a cargo del ayudante de Fraser, James McDougall, que descubrió el lago Carrier, ahora conocido como lago Stuart. En el corazón del territorio habitado por los aborígenes carrier o nación dakelh, esta zona resultó ser una región lucrativa para el comercio de pieles, por lo que construyeron un nuevo puesto comercial, Fort St. James en 1806. Desde allí, Fraser envió a otro de sus ayudantes, John Stuart hacia el oeste hasta el lago Fraser. Más tarde, los dos hombres construyeron otro puesto comercial que ahora se conoce como Fort Fraser.

### Retrasos y la fundación de Fort George
Fraser se había enterado por los aborígenes que el río Fraser, la ruta por la que Mackenzie había ascendido el río West Road, se podía alcanzar descendiendo por el río Stuart, que drena el lago Stuart, y luego descendiendo el río Nechako hasta su confluencia con el Fraser. El plan de Fraser era navegar todo el curso del río que ahora lleva su nombre. Fraser y otros creían que se trataba, de hecho, del río Columbia, cuya boca había sido explorada en 1792 por el capitán de barco estadounidense Robert Gray, desde la costa.
Desafortunadamente, el plan de Fraser de comenzar el viaje en 1806 tuvo que ser abandonado debido a la falta de hombres y suministros, así como la aparición de una hambruna local. El grupo de Fraser no sería reabastecido hasta el otoño de 1807, cuando fue abastecido por una partida a cargo de Jules-Maurice Quesnel, lo que significó que su viaje no podía llevarse a cabo hasta la primavera siguiente. En el intervalo, Fraser se contentó con un viaje a la confluencia de los ríos Nechako y Fraser. Allí se estableció un nuevo puesto denominado Fort George (ahora conocido como Prince George), que se convertiría en el punto de partida para su viaje río abajo.

### Descenso del río Fraser
El 28 de mayo de 1808, un grupo de veintitrés hombres, al mando de Fraser y entre los que iba Quesnel, partió de Fort George en cuatro canoas. Desde el principio, los habitantes aborígenes advirtieron a Fraser que el río aguas abajo era casi infranqueable. Peor aún, incluso los portajes eran extremadamente difíciles, y los equipos de Fraser con frecuencia corrían zonas de peligrosos rápidos para evitar los incluso más peligrosos o laboriosos portajes. Trece días después de partir, el grupo abandonó sus canoas aguas arriba de la actual Lillooet, y la partida continuó el viaje a pie, ocasionalmente en canoas que les prestaron las comunidades aborígenes que encontraron.
Fraser probó ser hábil para establecer relaciones amistosas con las tribus que encontró, teniendo cuidado de que enviasen avisos a las tribus aguas abajo de su inminente llegada y de sus buenas intenciones. En su mayor parte, esta táctica fue eficaz, pero Fraser encontró una recepción hostil de los musqueam cuando se acercaba al tramo final del río, en la actualidad Vancouver. Su búsqueda hostil de Fraser y sus hombres significó que Fraser no pudo echar más que un vistazo al estrecho de Georgia el 2 de julio de 1808. Una disputa con los vecinos Kwantlen llevó a una persecución de Fraser y sus hombres que finalizó sólo cuando estaba cerca de la actual Hope. El viaje culminó decepcionantemente cuando Fraser descubrió en sus lecturas que el río que había navegado no era, de hecho, el Columbia. El descenso del río había llevado a Fraser y su equipo treinta y seis días.
El regreso a Fort George resultó ser un ejercicio más peligroso aún, dada la hostilidad que Fraser y su equipo encontraron en las comunidades aborígenes cerca de la boca del río se propagaron aguas arriba. La hostilidad permanente y las amenazas a la vida de los europeos dieron lugar a casi un motín del equipo de Fraser, que querían escapar por tierra. Sofocada la revuelta, Fraser y sus hombres continuaron hacia el norte aguas arriba desde la actual Yale, hasta llegar a Fort George, el 6 de agosto de 1808. El viaje río arriba tomó treinta y siete días. En total Fraser y su grupo pasaron dos meses y medio para viajar desde Fort George a los musqueam y de regreso.

### Fraser y la batalla de Seven Oaks
Fraser tenía solo treinta y dos años cuando completó el establecimiento de un asentamiento permanente europeo en Nueva Caledonia, después del épico viaje a la desembocadura del río que hoy día lleva su nombre. Iba a pasar otros once años participando activamente en el comercio de pieles con la Compañía del Noroeste, y fue reasignado al Departamento de Athabasca, donde permaneció hasta 1814. Durante gran parte de ese tiempo, estuvo a cargo del Distrito del río Mackenzie. Después de esto, se le asignó la zona del valle del río Rojo, donde se vio envuelto en el conflicto entre la Compañía del Noroeste y Thomas Douglas, Lord Selkirk, un accionista mayoritario de la Compañía de la Bahía de Hudson, que había establecido la colonia de Río Rojo. El conflicto culminó en la batalla de Seven Oaks, en junio de 1816, resultando en la muerte del gobernador de la colonia, Robert Semple y otras diecinueve personas. Aunque no participó en el ataque, Fraser fue uno de los socios arrestados por Lord Selkirk en Fort William. Fue trasladado en septiembre a Montreal, donde fue puesto en libertad sin demora en libertad bajo fianza. Fraser estaba de vuelta en Fort William en 1817 cuando la Compañía del Noroeste recuperó la posesión del puesto comercial, pero ésta era evidentemente su última aparición en el comercio de pieles. Al año siguiente, Fraser y otros cinco socios fueron absueltos de todos los cargos relacionados con el incidente en la colonia.

### Últimos años
En 1818, parece que Fraser se retiró del comercio de pieles. Se estableció en unas tierras cerca de la actual Cornwall, Ontario y se casó con Catherine McDonnell el 2 de junio de 1820. Pasó el resto de su vida acometiendo varias empresas, no con mucho éxito. Se desempeñó como capitán del Regimiento 1º de la Milicia de Stormont durante las rebeliones de 1837. Según el historiador Alexander Begg (1825–1905), a Fraser «se le ofreció el título de caballero, pero declinó el título debido a su riqueza limitada».
Cinco hijos y tres hijas llegaron con la madurez. Fraser fue uno de los últimos socios supervivientes de la Compañía del Noroeste, cuando murió el 18 de agosto de 1862. Su esposa murió al día siguiente, y fueron enterrados en una tumba individual en el cementerio católico de St. Andrew's. Begg cita que Sandford Fleming en un discurso ante la Royal Society of Canada en 1889, dijo que Fraser murió pobre, no dejando ninguna disposición para su descendencia.
Un relato de las exploraciones de Fraser se puede encontrar en sus diarios publicados: W. Kaye Lamb, The Letters and Journals of Simon Fraser, 1806-1808. Toronto, The MacMillan Company of Canada Limited, 1960.

## Comunidades fundadas por Fraser en la Columbia Británica
- 1805 - Hudson's Hope (Rocky Mountain Portage)
- 1805 - McLeod Lake (Fort McLeod)
- 1806 - Fort St. James
- 1806 - Fort Fraser
- 1807 - Fort George (Prince George)

## Lugares, instituciones y otros nombrados en reconocimiento de Fraser
- Río Fraser, nombrado en su honor por el explorador David Thompson;
- Lago Fraser, un lago en la parte norcentral de la Columbia Británica y una comunidad en la orilla occidental de dicho lago;
- Fort Fraser, al este del lago Fraser.
- Universidad Simon Fraser, en Burnaby, en la Columbia Británica;
- Puente Simon Fraser en Prince George sobre el río Fraser, a lo largo de Highway 97.
- Numerosas escuelas, barrios y calles
- La rosa Simon Fraser, (serie de exploradores) desarrollada por la Agriculture and Agri-Food Canada, fue nombrado en su honor.[3]